# 柴田杏花
柴田杏花（1999年8月30日—）是一名日本女演員，出身於東京都，目前所屬經紀公司為星塵傳播製作3部。
2009年，柴田被獲選為「《Ribon》女孩」。

## 主要演出作品
主演以「粗體文字」表示

### 電視劇
- 《名偵探柯南》電視劇特集 「工藤新一的復活 與黑暗組織的對決」（2007年2月17日、讀賣電視台） - 飾演 灰原哀[1]
- 《1磅的福音》第5集－第6集、最終集（2008年2月9日 - 16日・3月8日、日本電視台）
- 《手機搜查官7》 第14集（2008年7月16日、東京電視台） - 飾演 村岡ケイコ
- 《星新一極短篇小說（日语：星新一ショートショート）》 「地球から来た男」（2008年7月28日、NHK）
- 《Tomorrow》 第9集（2008年8月31日、TBS） - 飾演 遠藤紗綾（幼少期）
- 《朝食亭》（2009年2月28日、WOWOW） - 飾演 高見美沙子（幼少期）
- 《白洲次郎（日语：白洲次郎 (テレビドラマ)）》（2009年2月28日 - 9月23日、NHK） - 飾演 白洲桂子（日语：牧川桂子）
- 《怨屋本舖 REBOOT》（2009年7月3日 - 9月25日、東京電視台） - 飾演 星影靜香（幼少期）
- 《水戶黃門》 第40部 第1集（2009年7月27日、TBS） - 飾演 お千代（幼少期）
- 《仁者俠醫》 第4集－第5集（2009年11月1日 - 8日　TBS） - 飾演 野風（幼少期）
- 《所轄刑事5（日语：所轄刑事）》（2010年1月22日、富士電視台）
- 《鋼之女（日语：ハガネの女）》（2010年5月21日 - 7月2日、朝日電視台） - 飾演 琴平れもん 
  - 《鋼之女》 season2 第1話－第2集、最終集（2011年4月21日 - 28日・6月16日）
- 《所轄刑事5（日语：東京地検特捜部長・鬼島平八郎 “眠らぬ鬼”）》 第6集（2010年11月26日、朝日放送 / 朝日電視台） - 飾演 大橋繪里
- 連續電視小說 《太陽公公》 第7週－第11週（2011年5月16日  - 6月14日、NHK） - 飾演 みどり
- 《最強名醫》 第6集（2011年12月1日、朝日電視台） - 飾演 浜岡菜緒
- 《贖罪（日语：贖罪 (湊かなえ)）》（2012年1月8日 - 2月5日、WOWOW） - 飾演 小川由佳（15年前）
- 《ドクロゲキ2 後味の悪いサスペンス（日语：トリハダ〜夜ふかしのあなたにゾクッとする話を）》 「隠す。」（2012年6月9日、富士電視台）
- 《Lady Joker（日语：レディ・ジョーカー）》（2013年3月3日 - 4月14日、WOWOW） - 飾演 布川さち
- 《兒童警視（日语：コドモ警視）》 第7集（2013年3月5日、MBS） - 飾演 白沢美緒
- 《老師遇到鬼》（2013年4月9日 - 6月18日、關西電視台） - 飾演 葉山風
-  第1集（2013年7月9日、富士電視台）
- 《向月亮祈禱》（2013年10月5日、CBC）
- 《DarkSystem 戀愛王座決定戰（日语：ダークシステム 恋の王座決定戦）》 最終集（2014年3月24日、TBS） - 飾演 石川トキ
- 《超級代書!!!（日语：奮闘!びったれ）》 第8集（2014年3月4日、神奈川電視台） - 飾演 伊武清美（少女期）
- 《高意識系男子（日语：その男、意識高い系。）》 第4集、第5集、第7集（2015年3月24日・3月31日・4月14日、NHK BS Premium） - 飾演 一条リズ
- 週一黃金檔（日语：月曜ゴールデン） 《新 法廷荒らし 猪狩文助〜終の棲家〜（日语：告発弁護士シリーズ）》（2015年3月16日、TBS） - 飾演 香原真咲
- 《脫黑～不再當黑社會～》 第1集（2015年4月16日、TBS） - 飾演 倉持香音
- 《胡扯古物商》 第一集「下眉」、第二集「花地獄」（2015年6月15日、22日、NHK教育頻道）- 飾演 栞
- 《表參道高校合唱部！》（2015年7月17日 - 9月25日、TBS） - 飾演 桐星成實
- 《立花登青春備忘錄（日语：獄医立花登手控え）》 第4集（2016年6月3日、NHK BS Premium） - 飾演 小沼千加
- 《刑事一徹》（2016年7月23日、朝日電視台） - 飾演 丹下千加
- 《咲-Saki-》 第3集、第4集（2016年12月19日・26日、MBS） - 飾演 國廣一
  - 《咲-Saki-》特別篇（2017年1月9日）
- 《FINAL CUT》 第3集（2018年1月23日、關西電視台） - 飾演 佐久間琴乃
- 《絶對零度 〜未然犯罪潛入搜査〜》 第3集（2018年7月23日、富士電視台） - 飾演 若槻真帆
- 《櫻的親子丼2（日语：さくらの親子丼）》（2018年12月1日 - 2019年1月26日、東海電視台） - 飾演 井口茜
- 《I"s》（2018年12月21日 - 2019年4月26日、BS SKY PerfecTV!（日语：BSスカパー!） ） - 飾演 秋葉季子

- 《然後，由里子成了一個人》（2020年3月6日 - 4月24日、關西電視台） - 飾演 岼子美咲
- 《讚啦！光源氏》（2020年4月4日 - 5月23日、NHK綜合台） - 飾演 橘広美
- 《刑警7人 Season6》第5話（2020年9月2日、朝日電視台） - 飾演 神保佐知江
- 《警視廳零系：生活安全科萬能諮詢室 第五季》第4話（2021年5月21日、東京電視台） - 飾演 手塚ももこ
- 《讚啦！光源氏 Season2》（2021年6月7日 - 28日、NHK綜合台） - 飾演 橘広美
- 連續電視小說《心胸咚咚》第3週（2022年4月26日 - 29日、NHK） - 飾演 仲村英子
- 《哪裡奇怪》第3話（2022年6月15日、東京電視台）- 飾演 マンモス
- 《階梯下的梵谷》第4話（2022年10月12日、TBS） - 飾演 橘小夜子
- 《The Travel Nurse》第7話（2022年12月1日、朝日電視台） - 飾演 島川なぎさ
- 《浪漫偵探》（2023年1月21日 - 2月11日、NHK綜合台）- 飾演 廻戸早苗
- 《私小說-發育障礙的我成為純愛小說家的理由-》後編（2023年4月8日、朝日電視台）- 飾演 伊佐山優美（高中生時代）
- 《最喜歡的花》（2023年10月12日 - 12月21日、富士電視台）- 飾演 三谷彩子
- 《春暖花開的那一天》（2024年1月15日 - 3月25日、關西電視台・富士電視台）- 飾演 矢萩亞彌

### 電影
- 《Signal 〜星期一的Lukas〜》（2012年6月9日） - 飾演 杉本流花（幼少期）
- 《瀨戶內海賊物語（日语：瀬戸内海賊物語）》（2014年5月31日） - 主演 村上楓 / 村上景親（日语：村上景親）
- 《閃爍的青春》（2014年12月13日） - 飾演 成海唯（中一時期）
- 《再會吧！青春小鳥》（2015年2月28日） - 飾演 辻惠理
- 《迷宮咖啡店（日语：迷宮カフェ）》（2015年3月7日） - 飾演 マリコ（少女期）
- 《4/猫-ねこぶんのよん- ひかりと嘘のはなし》（2015年12月12日） - 飾演 ひかり
- 《光與禿》（2016年8月21日） - 飾演 美夏
- 《咲-Saki-》（2017年2月3日） - 飾演 國廣一
- 《與Pinkerton見面（日语：ピンカートンに会いにいく）》（2018年1月20日） - 飾演 藤塚美紀（偶像時期）
- 《棒球部員，站在戲劇的舞台上!（日语：野球部員、演劇の舞台に立つ!）》（2018年2月24日） - 飾演 中園美緒
- 《想見我（日语：僕に、会いたかった）》（2019年5月10日）

### 電視節目
- 《痛快TV 爽快JAPAM（日语：痛快TV スカッとジャパン）》 多管閒事的熱血爸爸（2017年1月16日、富士電視台） - 飾演 中野依里

### 舞台劇
- 《CHANCE2007》（2007年4月14日 - 15日、セシオン杉並ホール） - 飾演 麻衣[2]
- 《パルク〜知られざる河童伝説の謎〜》（2007年8月28 - 29日、東京藝術劇場）[2]
- 《ドリーミング》（2009年10月10日 - 11月23日、四季劇場［秋］（日语：JR東日本アートセンター四季劇場［秋］）） - 飾演 未來的孩子們[3]

### 電視廣告
- SECOM ホーム・セキュリティ「叫不到看門狗篇」（2007年8月30日 - 2008年3月）
- 守谷マンション 企業（2007年 - 2008年）[4]
- 丸美屋 釜飯の素（2008年1月15日 - 2013年2月）
- 日本麥當勞  「神奇寶貝バトリオゼロ」（2009年1月25日 - 2月25日）
- 科樂美數位娛樂 「夢色蛋糕師マイスイーツカード」（2009年10月4日 - 2010年3月）
- HONDA ワゴン車（2009年10月9日 - 2012年10月）[5]
- 東日本電信電話（日语：東日本電信電話） FLET'S（日语：フレッツ）テレビ（2010年3月 - 2010年9月）
- 倍樂生公司 得分力學習DS（日语：得点力学習DS）（2012年12月 - ）
- 米久（日语：米久） 御殿場高原あらびきポーク（2013年11月 - ）
- 江崎固力果 ポッキーチョコレート「わかちあう旅」篇（2015年4月7日 - ）
- 富士電視台 フジテレbe with you 「フルタチさん」篇（2016年11月3日 - ）

### PV
- Sambomaster 《できっこないを やらなくちゃ（日语：できっこないを やらなくちゃ）》（2010年2月24日）
- 上野優華 《Diamond days〜ココロノツバサ〜》（2014年4月23日）
- SHIKURAMEN（日语：シクラメン (グループ)） 《こころ》（2016年3月4日）
- 櫻花蘑菇 《スタートダッシュ》（2018年3月20日）

### 網路電影
- Lotte「Choco-motion TV」（2013年4月 - 2014年4月）

### DVD
- 《聲之形》（2015年6月） - 主演 西宮硝子

### 雜誌
- 《Ribon》（2009年4月號 - 、集英社）
- 《NEXTGIRL圖鑑 2019》（2018年11月19日、玄光社（日语：玄光社））ISBN 978-4768311189

## 外部連結
- 柴田杏花 - 星塵傳播 （页面存档备份，存于） （日語）
- STARDUST WEB的X（前Twitter）
- 瀨戶內海賊物語 （日語）